# Bäverlus
Bäverlus (Platypsyllus castoris) är en skalbaggsart som beskrevs av Conrad Ritsema 1869. Bäverlus ingår i släktet Platypsyllus, och familjen mycelbaggar. Arten är reproducerande i Sverige.